# Петропавловка 1-я
Петропа́вловка 1-я — село в Венгеровском районе Новосибирской области России. Административный центр Петропавловского 1-го сельсовета.

## География
Площадь села — 50 гектаров.

## Население
| 2002 | 2007 | 2010 |
| ---- | ---- | ---- |
| 634  | ↘618 | ↘575 |

## Инфраструктура
В селе по данным на 2007 год функционируют 1 учреждение здравоохранения, 1 образовательное учреждение.